# پرز، فریبورگ
پرز ( زبان فرانسوی: Prez) یک شهر و شهرداری است که در بخش سرین کانتون فریبورگ در کشور سوئیس واقع شده است. این شهر در ۱ ژانویه ۲۰۲۰ بر اثر ادغام ۳ شهرک و آبادی مسکونی کوچک و به فرمان دولت محلی کانتون فریبورگ تشکیل شد. نام پرز برای اولین بار در نقشه‌های تهیه شده در قرن دوازدهم ذکر شده است.
جمعیت پرز در پایان سال ۲۰۲۰ برابر با ۲۳۴۵ نفر بوده است.